# Buciumi, Bacău
Buciumi este satul de reședință al comunei cu același nume din județul Bacău, Moldova, România.

## Istoric
Satul Buciumi reprezintă una din vechile așezări ale Trotusului din ținutul Bacăului. Se află așezat într-o zonă subcarpatică, la o depărtare de aproximativ 8 km de Municipiul Onești.
Satul Buciumi este atestat documentar din timpul lui Ștefan cel Mare. Săpăturile arheologice efectuate în raza municipiului Onești au scos la iveală urme importante încă din perioada neolitică. În toamna anului 1978, în locuința săteanului Petrica Iftinca a fost descoperită o râșniță foarte veche de către locuitorul Ghiță Teacă, un pasionat cercetător amator al trecutului satului. Cercetătorii specialiști de la Muzeul județean de istorie din Bacău au ajuns la concluzia că ar avea o vechime de aproximativ 2000 de ani.
Legenda păstrată și transmisă din bătrâni spune că satul Buciumi a fost întemeiat de către patru buciumași: Ivan, Tamas, Grec și Cîrcei. Legenda cuprinde mult adevăr deoarece acești buciumași sunt menționați în numeroase acte date mai târziu, cu deosebirea că Ivan este trecut uneori cu numele de Ivăncescu, iar Grec cu numele de Ivan Grecu. În toponomia întinselor terenuri aflate în partea de nord a satului s-au păstrat denumirile respective și toți sătenii știu din bătrâni unde se găsesc locurile "Ivan", "Tamas" etc.
Prima atestare documentară a satului Buciumi se găsește într-un act emis de Ștefan cel Mare la 11 ianuarie 1487. Actul are următorul cuprins:
Ispisoc de la Ștefan Vodă
„Toți cine or citi sau or auzi cetind...Facem știre precum au venit înaintea noastră și înaintea tuturor boiarilor noștri moldovenești, sluga noastră Ivan fiicior Tomii Fulovi de buna voie și nesilit, neîmpresurat, au vândut a sa driaptă ocina dintr-al său drept uric ce-au avut de la (loc gol în document) satul anume Benestii pe pârâul Benestilor și alt sat anume Buciumii (loc gol în document) și o bucată de loc din hotarul Mihneștilor,slugii noastre Radului Pătrășcan drept 300 zloți denaintea noastră și denaintea boiarilor noștri  i-au făcut plata deplină. Pentru aceia și noi am dat și am întărit slugii noastre Radului Pătrășcan pe aceli de mai sus zisa : satul Beneștii și Buciumii și acea bucată de loc din hotarul Mihneștilor ca să-i fie de la noi uric cu tot vinitul lui și  ficiorilor și nepoților și strănepoților și răstrănepoților lui și  a tot niamul lui cât se vor alegi mai de aproape naclintit și nereușit în veci. Iar hotarul acelor două sate Beneștii și Buciumii, să fie pe hotarul cel vechi pe unde au trăit în veci. Iar hotarul cei bucăți de loc din hotarul Mihneștilor să fie di marginea pădurii dintr-un fag însemnat drept peste pârău până în ceia margine de pădure într-un măr.
Și spre aceasta singur Ștefan Vodă și pune credința a tuturor boiarilor ce-au fost pe atuncia și pentru mai mari credință și întărire a toați câți mai sus s-a scris am poroncit boiarului nostru Tăutului logofat să scrie și pecetea noastră să o lege la această adevărată carte a noastră.”

### Rolul așezărilor de răzeși din Valea Trotușului în diferite evenimente ale epocii medievale
Aflându-se la interferența celor două văi: Trotușului și Oituzului, căile de comunicație ce se bifurcau din această regiune au favorizat atât incursiunile prădalnice ale cetelor tătărești cât și pătrunderea altor oști dușmane în această zonă. Se știe că în timp ce tătarii năvăleau din răsărit, turcii invadau din sud, iar ungurii și mai târziu austriecii răzbeau din apus pe văile Trotușului și Oituzului. Trebuia deci ca acest colț de țară să fie apărat cu îndârjire, să devină un cuib de viteji din care șoimi încercați să lovească în prădalnici fără cruțare, oricare le-ar fi fost neamul și vatra.
În acest sens poate fi înțeleasă strategia legendarului Ștefan cel Mare, urmată de alți voievozi, care au acordat o deosebită atenție satelor răzești din Valea Trotușului, mândria oamenilor de aici nefiind prin nimic știrbită, găsind totdeauna în ei un sprijin de nădejde.
Se poate afirma că însăși ocuparea tronului în 1457 s-a făcut cu ajutorul prețios al țăranilor din această regiune.
Deci tânărul voievod și-a completat mica oaste dată de Vlad Țepeș cu ostași din Țara de Jos și, în primul rând,  din ținutul Trotușului, unde-și avea moșia părintească. Drept recunoștință pentru ajutorul primit, Ștefan cel Mare a înzestrat locuitori din partea locului cu ocine, iar satele intemeiate ca : Negoești, Onești, Răcăuți, Buciumi rămânând sate libere răzești.
În 1476 a izbucnit conflictul cu regele Ungariei, care a pătruns pe valea Oituzului „cu mare oștire si cu mult material de război”. În această hărțuială continuă a participat, desigur, un mare numar de răzeși din partea locului între care s-au aflat și cei din Buciumi. Se știe că după dramatica luptă de la Valea Albă din 1476, domnul Moldovei și-a refăcut oștirea mai ales cu țărani, cei mai mulți fiind din ținuturile Vrancei si Trotușului. Probabil și din aceste motive Ștefan cel Mare a ridicat biserica de la Borzești, unde dupa tradiție s-a nascut și a copilărit.
Așadar în satele situate pe văile Trotușului și Oituzului, inclusiv în satul Buciumi, au trait în decursul veacurilor oameni dârji, mândri și dăruiți epocii lor, legați cu trup și suflet de istoria zbuciumată a Moldovei, ei înșiși făuritori de istorie, ai căror urmași păstrează și azi cu sfințenie tradițiile, își cinstesc trecutul, sunt implicate în prezentul de astăzi și viitorul de mâine al patriei, comoară plămădită din jertfa strămoșilor.

### Înstrăinarea unei părți mari din moșia Buciumului în secolul XVIII și la începutul secolului XIX
Vreme de peste doua secole viața social-economică a satului Buciumi n-a fost tulburată în vreun fel de boierii si mănăstirile din jur. În secolul al XVIII-lea s-au înmulțit însă dările răzeșilor către domnie, și de acest fapt au profitat boierii și mănăstirile din vecinătate, care au acaparat treptat aproape în întregime moșia Buciumi.
Unul din primii boieri care au cumpărat pământuri în moșia Buciumi a fost logofătul Solomon Birladeanu. Acesta a cumpărat o bucată de teren la Văleni de la Toader Pinzaru, pe care a dăruit-o ulterior Mănăstirii Bogdana.
Șătrarul Gheorghe Aslan a cumparat, de asemenea, anumite pământuri în Buciumi, pe care le-a daruit apoi banului Nicolai Roset, după cum se deduce dintr-un zapis încheiat la 1 septembrie 1779.
Din actele de vânzare încheiate de buciumeni la sfârșitul secolului al XVIII-lea reiese că cele mai multe pământuri vândute au ajuns în stăpânirea banului Nicolai Roset.
Buciumenii și-au manifestat de la inceput neliniștea si nemulțumirea față de aceste danii și cumpărături. Deoarece multi răzeși din Buciumi și din satele învecinate căutau să-și recapete pământurile înstrăinate, uneori au intervenit atât episcopul cât și mitropolitul în sprijinul mănăstirii.

### Lupta răzeșilor din Buciumi pentru apărarea și redobândirea pământurilor strămoșești
Răzeșii din Buciumi au încercat sub diferite forme să-și apere pământurile și să le elibereze de sub stăpânirea feudală. Ei smulg pietrele de hotar, închid căile de acces, intră cu plugul și peste aceste pământuri, pătrund cu forța în pădure, ajungând paznicii puși de boieri și mănăstire. Când au posibilitatea, aceștia distrug actele prin care boierii și egumenii își întemeiau stăpânirea peste moștenirea strămoșească.
Mănăstirea Bogdana, fiind foarte bogată, a suferit mari prădăciuni și stricăciuni nu numai din partea tătarilor, dar și din partea răzeșilor. Țăranii din satele înconjurătoare, între ei fiind mulți din Buciumi, au pătruns cu forța în incinta mănăstirii și au ars numeroase acte de danii și vânzare, încercând în acest fel să reintre în stăpânirea pământurilor pierdute.
Alte conflicte mai puternice s-au ivit între răzeșii din Buciumi și banul Nicolai Roset, ajungându-se la un moment dat cu judecata până la divanul domnesc. Buciumenii au avut anumite conflicte și cu egumenii Mănăstirii Cașin care, cumpărând multe pământuri din moșia Cașinului, au ajuns cu hotarul până la dealul Pochita.

### Vatra răzeșească a buciumenilor implicată în vâltoarea luptelor sociale din secolul al XIX-lea și de la începutul secolului al XX-lea
În prima jumătate a secolului al XIX-lea se intensifică procesul de destrămare a modului de producție feudat, extinzându-se treptat relații noi de tip capitalist.
Valea Trotușului s-a integrat pe deplin în sfera acestor transformări economico-sociale, iar urmarile acestor fenomene sunt evidente sub anumite forme și în evoluția satului Buciumi.
În lupta pentru apărarea pământurilor strămoșești buciumenii s-au unit întotdeauna cu răcăuțenii, care au avut de înfruntat aceleași neajunsuri.
În preajma revoluției din 1848 situația întregii populații devenise si mai apăsătoare. Bătrânii satului povestesc de foametea cumplită provocată, se pare, de o invazie de lăcuste în anul 1843, precum și de holera din anul 1844 care a secerat multe vieți omenești. Nefiind loc în curtea celor două biserici pentru a înmormânta pe cei răpuși, s-au făcut gropi la marginea satului, locul respectiv căpătând denumirea de “țintirim”.
În aceste conditii, era de asteptat ca anul revoluționar 1848 să aibă un anumit ecou în această parte a țării. Spre exemplu, la acțiunea din iunie 1848, îndreptată împotriva hatmanului Alecu Aslan, au participat și mulți locuitori din Buciumi. La 4 iunie 1848 numeroși locuitori din Buciumi, Racauti si Onesti s-au dus la Bacău, reclamând la isprăvnicia județului că sunt “cu totul obijduiți în lucrarea boierescului” și că nu mai pot îndura “împilătoarele obijduiri”.
Revoluția de la 1848 a fost înfrântă, dar dorința țăranilor de a dobândi pământ a devenit mai puternică în deceniile următoare.
Prin legea secularizării averilor mănăstirești din 1863, unii buciumeni au reușit să răscumpere de la Mănăstirea Bogdana anumite terenuri din zonă. Cu acest prilej s-a hotarat ca fiecare să cedeze o porțiune de teren pentru a deschide un drum cu vitele din sat spre izlaz. Așa a apărut “hățașul”, în acest fel evitându-se vechiul drum prin moșia boierului. Răscoala din anul 1907 a avut un răsunet larg și în satele de pe Valea Trotușului, unde era, în acel moment, mare proprietar moșierul Dumitru Ionescu. Un grup de țărani din Onești, Răcăuți, și Buciumi înconjoară conacul boieresc, amenințând că vor intra cu forța pe moșie dacă nu li se dă pământ. Moșierul Dumitru Ionescu, înfricoșat de amploarea acțiunilor, trimite din Brăila la 25 martie 1907 o telegramă guvernului, cerând ajutor rapid. În urma promisiunilor făcute, răsculații n-au extins acțiunea lor, dar după înfrângerea răscoalei este știut că n-au primit pământ.

### Începuturile științei de carte în satul Buciumi
Porțile primei școli din satul Buciumi s-au deschis la 11 octombrie 1870. Anterior acestei date cei dornici învățau la Mănăstirea Bogdana să citească și să scrie pe cărți bisericești.
După înființarea școlii comunale din Onești, unii copii din Buciumi au urmat această școală, care asigura o învățătură temeinică și cuprinzătoare.
Buciumenii stăruiau în același timp să se înființeze o școală în satul lor și, pentru a forța autoritățile să ia act de dorința lor, în anul 1869-1870 au refuzat să-și mai trimită copiii la școala din Onești.
Prin străduințele sătenilor, autoritățile au decis înființarea școlii, cursurile deschizându-se la 11 octombrie 1870.
Din relatările bătrânilor care au învățat atunci, aflăm că plata se stabilea de la început pe un an întreg. Condiții mai grele au existat în timpul Primului Război Mondial, când cursurile au fost suspendate în anii 1916-1918.
În toamna anului 1918 cursurile s-au redeschis, dar școala se găsea fără uși, ferestre, mobilier școlar, fără arhivă etc. În schimb erau mulți copii dornici să învețe carte. Învățătorul Dumitru Desagă spunea în 1981 când împlinise vârsta de 87 de ani: “Eram singurul învățător la 80 de elevi”.

### Satul Buciumi în timpul Primului Război Mondial
În timpul Primului Război Mondial întreaga populație a cunoscut din plin distrugerile provocate de crâncena încleștare căreia poporul nostru a trebuit sa-i facă față.
Încă din decembrie 1916 armatele dușmane ajunseră pe linia Oituz – Mănăstirea Cașin-Pralea, întreaga zonă prezentând o deosebită importanță strategică.
La Onești s-a instalat cartierul general Eremia Grigorescu, iar în Buciumi a fost stabilită Divizia I-a, precum și alte unități române si ruse venite în refacere.
Lipsurile, foametea, bolile au bântuit și secerat populația în mod nemilos. Școala a fost transformată în spital. La toate acestea s-au adăugat și urmările luptelor grele și sângeroase de pe front.
În încleștarea cu un dușman mult superior în tehnica de luptă, care reușise să cotropească o mare parte din țară, buciumenii și-au făcut pe deplin datoria. Și-au jertfit viața pentru patrie 68 de ostași.

### Reforma agrară din 1921 și importanța ei pentru sătenii din Buciumi
Cercurile conducătoare nu puteau rămâne indiferente la eforturile si abnegația dovedite de întregul popor. Regele Ferdiand, prim-ministrul și alți membri ai guvernului și familiei regale se aflau mereu în unele zone ale frontului încurajând soldații și promițându-le drepturi democratice.
La 14 august 1917, la câteva zile după ce ostașii români înscriseseră pagini de epopee în istoria neamului românesc la Oituz și Mărășești, regina Maria și generalul Averescu vin la Buciumi prentru a fi în mijlocul ostașilor din divizia I, în timp ce la Onești sosește în aceeași zi prim-ministrul Ionel Bratianu.
Cu acest prilej au fost decorați numeroși ostași si ofițeri, promițându-li-se că după război se va înfăptui o nouă reformă agrară.
Reforma agrară din anul 1921, înfăptuită de Partidul Liberal, a produs anumite nemulțumiri, îndeosebi în rândul locuitorilor din Buciumi și Răcăuți, care acuzau că nu s-au respectat promisiunile facute în timpul războiului. În anul 1922, candidatul liberalilor, C. Nechiforescu, a incercat să vina în propaganda electorală și în satul Buciumi. Dar buciumenii cunoscând rolul negativ jucat de acesta în acțiunea de împroprietărire, l-au oprit la Văleni și l-au împiedicat să intre în sat. Partidul Liberal a câștigat, totuși, alegerile, și la Onești a ajuns primar tocmai C. Nechiforescu. Acesta pentru a scăpa de buciumeni și răcăuțeni, care oricând ar fi votat contra lui, a susținut scoaterea satelor Buciumi și Răcăuți din comuna Onești și formarea unei commune aparte. Tot el a propus ca noua comună să poarte numele lui D. A. Sturza, fostul politician liberal și tatăl colonelului Alexandru Sturza care își trădase țara în Primul Război Mondial.
Buciumenii și răcăuțenii au protestat față de această măsură care leza atât sentimentele cât și interesele lor și,  prin urmare, comuna “D. A. Sturza” a fost desființată, iar cele două sate au revenit la comuna Onești.

### Satul Buciumi în timpul celui de-Al Doilea Război Mondial
Al Doilea Război Mondial a însemnat noi și grele încercări pentru populația din Buciumi. Au crescut impozitele, s-a introdus cota obligatorie de predare a unor produse, au fost rechiziționate multe animale. În timp ce bărbații erau trimiși pe front, cei rămași acasă erau siliți la munci grele, suplimentare. Se mai văd și astăzi urmele sinistrelor cazemate de pe imaș, la care au fost obligați să lucreze pe orice vreme locuitorii din Buciumi.
Au fost interzise toate adunările, horele, serbările si nunțile. Rar se obținea autorizație pentru vreo horă, care era, de regulă, supravegheată de către autorități. Jandarmii erau nelipsiți din sat.
Într-o duminică din vara anului 1942 aceștia au arestat în plină horă pe toți tinerii prezenți, ducându-i legați la Onești, sub acuzația că au refuzat să participe la premilitărie.
În primăvara secetoasă a anului 1943 a izbucnit un puternic incendiu care, pornind de la casa lui Ghiță Fătu, a fost oprit abia la podul de la „Furnica”. Incendiul a mistuit zeci de case, mărind suferințele populației greu încercate de nenorocirile războiului.
Numeroși săteni luptând pe spațiul vast din Caucaz până la Tatra și-au dat viața pentru întregirea hotarelor sfinte. Din Buciumi au murit 49 de eroi, între ei fiind: căpitanul Gheorghe Hilohi – în bătălia Odessei, locotenentul Dumitru Ciurea – la Cotul Donului, colonelul Ioan Pălăghiță în Corban, căpitanul Ioan Fătu la Paulis etc.
În memoria lor, în 1996 s-a ridicat în curtea școlii un monument de către Cristea Cornel și Gheorghe V. Manea, iar în anul 2010 un alt monument în fața Primăriei Buciumi.
În primăvara anului 1944 au trecut prin Buciumi numeroase convoaie de ucraineni. De la Adjud, convoiul venea compact până la Rădeana unde se divizau: cei cu căruțe țineau șoseaua înainte spre Onești și Valea Oituzului; cei fără bagaje luau drumul spre Beciuri, Podul de la Furnica, Drumul Cașinului etc. Sub dealul Candrea escorta germană acorda un scurt răgaz când unii buciumeni le ofereau câte ceva de pomană.
În noaptea 14-15 mai 1944 rușii au lansat vreo 10 parașutiști în zona Cașin. S-a aflat imediat deoarece unele parașute cu alimente au căzut în grădinile unor săteni. Deoarece parașutele cu muniții au căzut în Ponori, parașutiștii s-au fortificat aici. Lupta care a durat o zi întreagă s-a soldat cu: moartea unui parașutist (s-a sinucis), doi s-au predat iar ceilalți au dispărut prin păduri. Pierderile noastre au fost un soldat și un civil.
Toate aceste sacrificii umane și materiale făcute pe frontul de est cât și pe cel de vest s-au dovedit în mare parte inutile. Conferințele de la Teheran (noiembrie 1943) și Ialta (ianuarie 1945), au decis ca România și alte țări estice să intre în zona sovietică de influență si să cunoască astfel toate ororile regimului comunist.

## Viața economică a satului Buciumi
Dintotdeauna îndeletnicirile buciumenilor au fost agricultura, creșterea vitelor, cultura viței de vie și a pomilor fructiferi, precum și meșteșugurile casnice. Ogoarele cu grâne se întindeau în partea de nord a satului, de o parte și de alta a “drumului morii”, în locurile denumite de bătrâni: Ivan, Tamas, Iuga etc. Accesul din sat spre ogoare era permis numai pe o singura cale închisă cu o poartă: “Poarta tărnii”, denumire păstrată până astăzi. Pe malul stâng al pârâului erau numeroase plantații de pomi fructiferi, fapt pentru care și astăzi această zona poartă numele de “Livada”.
Meri, peri, cireși, pruni, nuci se plantau în adâncurile pădurii până la Neculea și Chicerea, păstrându-se și astăzi numiri ca: Poiana Nucului, Cireș, Părul lui Ilie și altele.
Dealurile însorite Candrea și Runc erau acoperite de asemenea livezi și îndeosebi cu vii. Aceste podgorii împreună cu altele din ținutul Trotușului si Bacăului erau renumite în toată Moldova, de ele îngrijindu-se paharnicul al III-lea, după cum relatează Dimitrie Cantemir. Primul paharnic avea în grijă viile din Cotnari, al doilea cele din zona Hușilor și al treilea cele din ținutul Trotușului și Bacăului.
Albinăritul a fost practicat pe scară largă atât de locuitorii satului Buciumi cât și de cei din localitățile învecinate. Nu întâmplător platoul cuprins între Răcăuți și Onești poartă și azi numele de “Prisaca”, iar în Buciumi există multe familii cu numele de Prisăcaru.
Toți locuitorii cultivau inul și cânepa, fiecare gospodarie dispunând de o “tochilă” în locul denumit din bătrâni “Tochili”. Cultura viermilor de mătase era larg răspândită și aproape fiecare gospodărie avea doi-trei “aguzi”.
Femeile lucrau nu numai în gospodărie, dar și la câmp. Ele ajutau pe bărbați aproape la toate muncile agricole. Vara plecau la câmp după ce terminau treburile gospodărești, ducând uneori în brațe un copil și pe cap oala de lut cu mâncare, obicei moștenit de la femeile dace.
Bărbații la rândul lor s-au dovedit a fi meșteri buni în construirea locuințelor și anexelor gospodărești cât și confecționarea obiectelor de uz caznic și uneltelor de muncă.
Priceperea buciumenilor în construirea caselor de lemn cu acoperișuri din șindrilă l-a impresionat pe generalul Presan, care a angajat câțiva țărani din Buciumi pentru a-i construi o casă asemănătoare în Schinetea, județul Vaslui. Printre acestea se află și Gheorghe N. Ursache.
Creșterea Vitelor a constituit o îndeletnicire însemnată a locuitorilor din satul Buciumi și, cu toate dările grele, numărul vitelor s-a menținut mereu ridicat, cu excepția perioadelor de război.

## Schitul „Buciumi”
Schitul de maici „Buciumi” sau „Runcul” a fost întemeiat de ieromonahul Isaia în anul 1750. Ieromonahul Isaia a fost mai întâi preot de mir în Buciumi, unde deținea numeroase terenuri. Se știe că, de regulă, mănăstirile căutau să atragă în viața monahală mai ales răzeși bogați, iar avansarea pe diferite trepte ecleziastice depindea și de averea donată mănăstirii.
Devenind călugăr și donând multe pământuri, clericul Isaia a ajuns curând stareț la Mănăstirea Bogdana. Înființând pe moșia lui acel schit Runcul, nu-l închina Mănăstirii Bogdana – așa cum voise – caci s-au opus buciumenii si răcăuțenii.
După 1830, Alecu Aslan cumpărând multe terenuri în moșia Buciumi, a reușit să împresoare tot schitul, inclusiv moara amintită mai sus. Pentru a se folosi de moară, slujitorii schitului erau nevoiți să treacă prin moșia boierului care pretindea o taxă foarte mare. După tocmeli lungi și dificile s-a încheiat la 12 ianuarie 1832 o învoială prin care boierul Aslan a cedat acel vad de moară primind în schimb 15 stânjeni în moșia Malul. În continuare Alecu Aslan a propus un schimb: Mănăstirea Bogdana să primească acest schit împreună cu mosia lui din Răcăuți dar să cedeze, în schimb, o treime din moșia ei de la Onești.
Actele de proprietate ale schitului le dețineau buciumenii care s-au opus acestui schimb. Din acest motiv a venit la Mănăstirea Bogdana însuși Episcopul Romanului, care a poruncit preotului C-tin Răuță să predea imediat aceste acte. Un zapis încheiat atunci arată că n-au fost aduse toate actele. Totodată și maicile de la schitul Runcul nu voiau să depindă de Mănăstirea Bogdana. Astfel, cu toată împotrivirea buciumenilor și răcăuțenilor, acest schimb a fost făcut la 15 martie 1839: Aslan a dat Mănăstirii Bogadana toată moșia lui din hotarul Răcăuți, primind în schimb o treime din moșia acesteia din Onești, precum și Teișoara aflată în zona Buciumi.
Cu acest prilej răzeșii din Buciumi au preluat pentru un timp și moara de la Ciuches. După cum reiese dintr-un act încheiat la 26 octombrie 1844, această moara era stăpânită în acel an de buciumenii care o cumpăraseră de la Mănăstirea Bogdana cu 240 lei sumă pe care „se îndatorau s-o achite în patru vadele” (rate).
La rândul ei, Mănăstirea Bogdana stăpânea doar formal moșia schitului căci răzeșii din Buciumi și Răcăuți păstrau zapisul din 1770. Prin dania făcută la 1 decembrie 1857 de către căpitaneasa Anastasia Palade, Schitul Buciumi va intra definitiv în proprietatea Mănăstirii Bogdana. Deoarece această danie nu este iscălită de donatoare ci numai de supraveghetorul Ocolului Trotuș, autenticitatea ei rămâne discutabilă. Din lemnăria bisericii schitului s-a făcut o capelă mică la Mănăstirea Bogdana iar pe locul vechiului schit a rămas o vreme clopotnița și cimitirul din jur.

## Biserica Sfinții Voievozi „Mihail și Gavriil” - scurt istoric
Biserica cu hramul „Sf. Voievozi” este cunoscută și sub numele „Biserica de Jos”, și a fost adusă în anul 1795 de la Schitul Frumoasa.
Pe un zapis vechi găsim urmatoarea inscriptie:
„Eo, Toader Mititelu, moșnean din satul Buciumi, am primit știre de la părintele diacon Ciurea, din neamurile noastre, ce este diacon la Schitul Frumoasa din Plasa Moinești, că are de prisos o biserică smintită, că a fugit pământul și biserica are dărâmături și vrea ca această biserică să fie mutată la Buciumi”.
Oamenii din sat au fost de acord și la 20 martie 1795 au pornit cu cai și căruțe, oameni slobozi la Schitul Frumoasa, s-a trecut la demontarea ei și după multe zile de drum greu a fost adusă la Buciumi.
Odată cu biserica au fost aduse multe icoane și cărți vechi cu sfintele slujbe și un clopot mare.
Pământul pentru instalarea bisericii a fost donat cu multă bucurie de locuitorul Ștefan Totea.
Înscrisul ne arată că anul 1795 a fost un an bun, s-a lucrat la biserică toată vara iar în ziua de Sf. Dumitru s-a sfințit.
Slujitor al bisericii a fost părintele Savin originar din sat, și care a ajutat mult la construirea bisericii.
Se presupune că această biserică a fost distrusă de un incendiu iar pe locul ei s-a ridicat alta în anul 1866 (biserica actuală care a fost sfințită pe 30 nov. 1866).
În decursul anilor a fost reparată de două ori, în 1895 și 1935.
Biserica nu a fost pictată în interior dar în schimb găsim icoane frumos pictate de pictori anonimi din secolul al XVIII-lea.
În anul 1894 era preot C. Nalboc iar la inventarierea făcută s-au găsit următoarele; 6 icoane, o evanghelie, o psaltire, un ceaslov mare, 3 octoihuri.
Multe dintre aceste obiecte și cărți bisericești au fost donate de enoriași, dar odată cu scurgerea timpului o parte s-au pierdut.
Biserica, de dimensiuni mici, are plan în formă de navă, cu ieșire pe latura sudică, cu acoperiș în 4 ape, din tablă. De la biserica veche se mai păstrează 6 icoane vechi și câteva cărți vechi din secolul XIX. La vizita protoiereului Th. Atanasiu, în anul 1890 scrie că biserica de lemn este în stare proastă. Biserica nu a fost pictată în interior dar în schimb impresionează icoanele preafrumos zugrăvite din sec. XVIII, zugravul fiind anonim.
Preotul Constantin Nalboc s-a născut în anul 1853 și a fost hirotonit în anul 1875. A funcționat ca preot în Buciumi unde avea o gospodarie, precum și o familie numeroasă de 10 copii.
Cu toate că în Buciumi au existat mereu două biserici, cu un mare numar de enoriasi, centrul parohial a fost totuși multă vreme la Răcăuți. În anul 1924 preotul Ion Nalboc, fiul preotului C. Nalboc, cu ajutorul bătrânului Ghe. Ursache, veteran al Primului Război Mondial, prin intermediul generalului Prezan, senator la acea vreme, au obținut mutarea centrului parohial la Buciumi.
La sfârșitul secolului XIX, la inventarierea făcută bisericii s-au gasit urmatoarele donații din partea enoriașilor: Ghe. Zaharia – un prapure și un ceaslov mic; P. Radu – o cazanie ; N. Dima – o psaltire mică; Ion Stoica – un iconostas; preotul Ion Savin din Bogdana – un octoih mare și vechi; Ghe Apalaghitei – o candelă de metal.
Redăm mai jos numele preoților care au slujit de-a lungul timpului la această biserică: preot Savin, preot Haisu, preot Ghoeldum, preot Miron, preot C. Nalboc, preot I. Nalboc, preot I. Cozma, preot I. Nica, preot I. Harjoaba, preot I. Carausu, preot V Moroca.
În anul 1921 s-a zidit clopotnița de la intrare fiind ajutați de primarul din acea vreme Ghe. Melinte care a donat cel de-al doilea clopot.
În anul 1995 C. Iorga donează teren pentru lărgirea cimitirului întrucât suprafața veche era ocupată în totalitate.
În anul 2000 sub îndrumarea preotului V. Moroca împreună cu consilierii parohiali ajutați de enoriași s-a reușit împrejmuirea terenului bisericii cu gard de scândură și fundație de beton acoperit cu tablă zincată.

## Manifestări cultural-artistice de-a lungul anilor
Între anii 1918-1946, la îndemnul învățătoarelor Ana Asandei și Elena Hilohi, elevii și studenții din Buciumi au înființat o bibliotecă sătească ce a funcționat aproape 20 de ani. În serile de iarnă se țineau țesători la care era o plăcere să privesti fetele întrecându-se la tors ori la înfloratul cămășilor și să le auzi cântând „A plecat badea la coasă”, „Colea-n-vale la fântână” etc.
Nu lipseau la aceste țesători flăcăi ca Pâslaru Costică și Ursache Costică, meșteri neîntrecuți în cântatul din frunză, fluier și caval. Aceste țesători la care se spuneau glume, ghicitori, povestiri deosebite erau minunate prilejuri de afirmare și păstrare a graiului foarte bogat și nuanțat al localnicilor. În vacanțele de vară și iarnă sub îndrumarea învățătoarelor Ana Asandei și Elena Hilohi, elevi și studenti organizau splendide serbări și piese de teatru. Asemenea manifestări artistice au fost continuate de frații Valeriu și Aurel Sprinteroiu, care au atras în echipa de teatru și tineri sateni talentați ca Ciurea Vasile, Tartoaca Ghiță, Axinte Ion și alții.

## Datini legate de diferite sărbători
În seara de Crăciun grupuri de copii străbat ulițele și de la Văleni până la Cursă tot satul răsuna de colindul „Moș Crăciun cu plete dalbe”, singurul colind cunoscut și cântat în sat.
În ziua de Crăciun copiii umblă cu steaua cântând „Azi cea prealăudată” sau „Trei crai de la răsărit”.
În seara de Anul Nou umblă cu uratul toți cei care doresc indiferent de vârstă.
În ziua de Anul Nou umblă cu semănatul atât copiii cât și vârstnicii (care de obicei sunt mascați) : colindătorii aruncă boabe de grâu, ovăz, rostind urarea „Anul Nou cu sănătate și la mulți ani”. Alții umblă cu ursul sau capra.
Cea mai prețuită datină era crila. Înainte de Anul Nou tinerii care joacă la horă formează un grup de 20-30 inși care se deghizează cum sunt rolurile: soldat, ofițer, turc, țigan, fată. Umblatul cu crila se prelungeste până a doua zi la prânz, adică în anul următor, stabilindu-se în acest fel legatura între anul vechi și anul nou.
Dârzenia și vigoarea cu care a răzbit prin grelele încercări, chibzuința și hărnicia dovedite în vreme de liniște sunt chezășia sigură că în viitor poporul nostru va ajunge la un loc de frunte în ansamblul european.